# Pier Luigi Corbari
Pier Luigi Corbari (né le 9 janvier 1946 à Crémone et mort le 15 janvier 2018 à San Zenone al Po) est un dirigeant sportif italien, une personnalité italienne du sport automobile, en particulier de la Formule 1.

## Biographie
Pier Luigi Corbari est le neveu de Gino Corbari, journaliste sportif et ami intime de la famille Agnelli, qui l'introduit dans le monde du sport automobile. Dans les années soixante-dix, il entre chez Alfa Romeo, où il supervise les engagements de la marque dans la Targa Florio et les 24 Heures du Mans, avant de passer à la Formule 1. 
Avec le jeune ingénieur Carlo Chiti, il dirige Autodelta, la structure qui gère l'engagement en compétition de la firme milanaise. En tant que directeur sportif, il travaille au sein de l'écurie Brabham-Alfa Romeo dirigée par Bernie Ecclestone puis au sein de l'écurie Alfa Romeo.
Après le retrait d'Alfa Romeo de la Formule 1, en 1985, Pier Luigi Corbari devient membre de la Commission sportive de la Formule 1 de la FIA puis retourne à la compétition au sein de l'écurie Eurobrun Racing de Walter Brun en 1989 jusqu'au retrait de celle-ci, à la fin de la saison 1990.
À la fin de l'année 1998 il prend en charge la gestion du championnat italien de Formule 3000 qui, après une première saison de grand succès populaire, devient le championnat Euro Formule 3000, reconnu par la FIA comme un championnat international à partir de 2000. 
En 2001, avec l'énorme croissance de popularité et de prestige, l'Euro Série 3000 de Pier Luigi Corbari accueille parmi ses pilotes le Brésilien Felipe Massa, en provenance des championnats d'Europe et d'Italie de Formule Renault 2.0. À la fin de l'année 2003 Pier Luigi Corbari vend son championnat à Superfund et prend sa retraite.